# Avtodor Saratov
Pour les articles homonymes, voir Avtodor (homonymie).
Maillots
Le BK Avtodor Saratov (en russe : Баскетбольный клуб Автодор Саратов) est un club russe de basket-ball situé dans la ville de Saratov.
Le club termine premier de la Superligue (qui est alors le nom de la première division du championnat) lors des saisons 1996-1997 et 1997-1998. Le titre est toutefois remporté par le CSKA les deux fois en battant Avtodor en finale. Le CSKA bat aussi Avtodor en finale du championnat lors des saisons 1993-1994 et 1998-1999.
Le club participe à l'Euroligue 1998-1999 mais ne remporte que 3 matches sur 16.
Le club joue en Superligue, la deuxième division du championnat russe lors de la saison 2013-2014 et remporte la compétition. Il joue donc la VTB United League lors de la saison 2014-2015.

## Joueurs célèbres
- Artur Drozdov
- Roberts Štelmahers
- Gintaras Einikis
- Zakhar Pachoutine
- Vitali Nossov
- Semion Antonov
- Beno Udrih
- Yaroslav Korolev
- Vladimir Veremeenko
- Viktor Khryapa
- Sergueï Monya
- Kyrylo Fesenko
- Ivan Strebkov
- Marquis Teague